# Amt Beverungen
Das Amt Beverungen war ein bis 1969 bestehendes Amt im ostwestfälischen Kreis Höxter in Nordrhein-Westfalen. Seine historischen Vorgänger waren das gleichnamige Amt im Hochstift Paderborn sowie der Kanton Beverungen.

## Geographie
Das Amt Beverungen lag im Südosten des alten Kreises Höxter. An das Amt grenzten im Uhrzeigersinn beginnend im Westen die Ämter Brakel und Höxter-Land (Kreis Höxter), die niedersächsischen Landkreise Holzminden und Northeim, der hessische Landkreis Hofgeismar sowie der Kreis Warburg.

## Vorgeschichte

### Das Amt Beverungen im Hochstift Paderborn
Das erste Amt Beverungen war bis zu den Napoleonischen Kriegen eine Verwaltungseinheit im Hochstift Paderborn. Es umfasste die Stadt Beverungen sowie die Orte Dalhausen, Haarbrück, Herstelle und Würgassen. 1779 kam noch Jakobsberg dazu, das bis dahin zum Stift Corvey gehört hatte.

### Der Kanton Beverungen
Nachdem das Gebiet des Hochstifts 1807 an das Königreich Westphalen gefallen war, wurden neue Verwaltungsstrukturen nach französischem Vorbild geschaffen; meistens ohne Berücksichtigung historischer Gebietsgrenzen. Zum Kanton Beverungen gehörten die Stadt Beverungen sowie die Gemeinden Amelunxen, Blankenau, Bruchhausen, Dalhausen, Drenke, Haarbrück, Herstelle, Jakobsberg, Rothe, Tietelsen und Wehrden. Im Jahre 1810 hatte der Kanton Beverungen 6136 Einwohner. Der Kanton gehörte zum Distrikt Höxter im Departement der Fulda des Königreichs und fiel 1813 an Preußen. 1816 wurden der Kanton dem neuen Kreis Höxter zugeschlagen und bestand in diesem als Verwaltungsbezirk fort. 1836 erhielt die Stadt Beverungen die preußische revidierte Städteordnung und wurde dadurch ein eigener Verwaltungsbezirk.

## Das Amt Beverungen im Kreis Höxter
Im Rahmen der Einführung der westfälischen Landgemeinde-Ordnung von 1841 wurden aus den unterhalb der Kreisebene bestehenden Verwaltungsbezirken, sofern es sich nicht um Städte gemäß der revidierten Städteordnung handelte, Ämter gebildet. Im Kreis Höxter wurde dadurch aus dem Verwaltungsbezirk Beverungen das Amt Beverungen. Zum Amt gehörten bis auf die Stadt Beverungen alle Gemeinden des alten Kantons Beverungen. Die Stadt Beverungen war Verwaltungssitz des Amtes. Sie wurde am 1. April 1937 in das Amt Beverungen eingegliedert und verlor damit ihre Amtsfreiheit.
Das Amt gliederte sich seitdem in die 13 Gemeinden Amelunxen, Beverungen, Bruchhausen, Blankenau, Dalhausen, Drenke, Haarbrück, Herstelle, Jakobsberg, Rothe, Tietelsen, Wehrden und Würgassen, von denen Beverungen das Stadtrecht besaß und auch Verwaltungssitz war.
Das Amt hatte bei der letzten Volkszählung vor seiner Auflösung am 6. Mai 1961 eine Wohnbevölkerung von 14.115 Einwohnern. Der Fortschreibung der Volkszählungsergebnisse zufolge stieg diese Zahl bis Ende 1967 auf 15.124 Einwohner. Bei einer Fläche von 108,51 km² ergibt sich eine durchschnittliche Bevölkerungsdichte von 139 Einwohnern pro Quadratkilometer, die recht genau dem Kreisdurchschnitt von 140 Einwohnern pro Quadratkilometer entsprach. Die folgende Übersicht zeigt die 13 Gemeinden mit Bevölkerungs- und Gebietsstand vom 31. Dezember 1967:
| Name              | Einwohner | Fläche in km² |
| ----------------- | --------- | ------------- |
| Amelunxen         | 1.275     | 14,31         |
| Beverungen, Stadt | 5.622     | 29,59         |
| Bruchhausen       | 365       | 4,76          |
| Blankenau         | 768       | 10,90         |
| Dalhausen         | 2.295     | 7,15          |
| Drenke            | 359       | 4,28          |
| Haarbrück         | 618       | 5,79          |
| Herstelle         | 1.326     | 7,04          |
| Jakobsberg        | 337       | 3,03          |
| Rothe             | 191       | 4,09          |
| Tietelsen         | 293       | 6,13          |
| Wehrden           | 949       | 8,25          |
| Würgassen         | 726       | 3,19          |
| Amt Beverungen    | 15.124    | 108,51        |

Aufgrund eines Gebietsänderungsvertrages vom 2. Januar 1969 und § 2 des „Gesetzes zur Neugliederung des Kreises Höxter“ vom 2. Dezember 1969, das in § 8 Abs. 2 auch den Gebietsänderungsvertrag bestätigte, schlossen sich die Gemeinden des Amts mit Ausnahme von Bruchhausen zum 1. Januar 1970 zur neuen Stadt Beverungen zusammen. Bruchhausen schloss sich gemäß § 1 mit den elf Gemeinden des Amtes Höxter-Land und der Stadt Höxter zur neuen Stadt Höxter zusammen. Das Amt Beverungen wurde aufgelöst. Rechtsnachfolgerin ist die Stadt Beverungen.

## Einwohnerentwicklung
| Jahr | Amt Beverungen | Stadt Beverungen | Quelle |
| ---- | -------------- | ---------------- | ------ |
| 1864 | 6.416          | 1.825            | [ 10 ] |
| 1871 | 5.857          | 1.659            | [ 11 ] |
| 1885 | 5.517          | 1.868            | [ 12 ] |
| 1895 | 5.807          | 1.983            | [ 13 ] |
| 1910 | 6.974          | 2.534            | [ 14 ] |
| 1925 | 7.692          | 2.716            | [ 15 ] |
|      | Amt Beverungen |                  |        |
| 1939 | 10.851         | 10.851           | [ 15 ] |
| 1950 | 15.087         | 15.087           | [ 16 ] |
| 1961 | 14.115         | 14.115           | [ 17 ] |
| 1968 | 15.083         | 15.083           | [ 18 ] |